# October (álbum)
October é o segundo álbum de estúdio da banda de rock irlandesa U2, lançado em 12 de outubro de 1981. O álbum contou com temas espirituais, inspirados por Bono, The Edge e Larry Mullen Jr., associados em um grupo cristão chamado "Shalom Fellowship", que levou-os a questionar a relação entre a fé cristã e estilo de vida do rock and roll. O álbum recebeu críticas mistas e jogo de rádio limitado.

## Gravação
Após concluir a turnê Boy Tour em fevereiro de 1981, o U2 começou a gravar novo material ("Fire" já tinha sido gravado no Compass Point Studios nas Bahamas enquanto a banda fez uma pausa da Boy Tour). Eles escreveram parte de October, durante uma boa seleção estendida na First Avenue em Minneapolis. A banda entrou em estúdio em julho de 1981 para gravar October, mas as sessões de gravação do álbum foi complicada quando a pasta que continha as letras de Bono foi roubada por torcedores após um show em Portland, Oregon. A banda já reservara tempo de estúdio até o final de agosto e, portanto, de continuar a gravar, apesar disso, mesmo improvisando letras em algumas músicas. Bono disse que o processo de gravação de October, "Lembro-me da da pressão que foi feita ao abrigo, eu lembro de escrever letras sobre o microfone, e em £50 por hora, isso é bastante pressão. Lillywhite estava andando para cima e para baixo no estúdio… lidou muito bem. E o irônico sobre October é que há uma espécie de paz sobre o álbum, apesar de ter sido gravado sobre esta pressão. Muitas pessoas acharam difícil de aceitar October em primeiro lugar, quero dizer, eu usei a palavra 'alegrar', precisamente porque eu sabia que as pessoas têm um bloqueio mental contra ele. É uma palavra forte, é lindo ele dizer. É o que implica mais do que 'levantar e dançar, baby'. Eu acho que October vai mais para áreas de rock n' roll de tal modo que a ignorem. Quando eu escuto o disco, algo como 'Tomorrow', que realmente me move". A pasta foi finalmente recuperada em outubro de 2004, e Bono cumprimentou seu retorno como "um ato de graça".

## Composição
Influências, principalmente de Joy Division, The Invisible Girls. Um grande exemplo de como você pode escrever uma canção e não saber o que está escrevendo. Uma música chamada "Tomorrow" é um relato detalhado do funeral da minha mãe. Mas eu não tinha ideia de quando eu estava escrevendo.

— Bono
O registro colocado uma ênfase na religião e espiritualidade, especialmente nas canções "Gloria" (com um latim no refrão de "Gloria, in te domine"), "With a Shout (Jerusalem)" e "Tomorrow". Sobre o álbum, Bono declarou em 2005: "Você pode imaginar o seu segundo álbum — o difícil segundo álbum — é sobre Deus?".
As músicas, principalmente refina a fórmula do U2 no riff-rockers com canções como "Gloria" e "Rejoice", mas a banda também expandiu sua paleta musical em algumas maneiras. Em particular, o guitarrista The Edge incorpora piano em canções como "I Fall Down", "Scarlet", e "October". "Tomorrow", é um lamento para a mãe de Bono, que morreu quando ele era jovem, possui uma Uilleann pipes desempenhado por Vinnie Kildruff, posterior do In Tua Nua. "I Threw a Brick Through a Window" foi uma das primeiras canções da banda a destacar o baterista Larry Mullen Jr., enquanto que "Gloria" destaca o baixista Adam Clayton, uma vez que possui três estilos de jogo em uma canção (usando uma picareta em sua maior parte, tocando com os dedos durante o slide guitar de The Edge, em seguida,  "slap & pop" solo no final).
"Is That All?" empresta o riff de "Cry", uma velha canção que a banda tinha usado como introdução de "The Electric Co." ao vivo.

## Lançamento
October foi lançado, apropriadamente, em 12 de outubro de 1981. Ambos os singles do álbum precedeu o lançamento do álbum; "Fire" e "Gloria" foram lançados como singles em junho e outubro de 1981, respectivamente.
October foi o início da visão do U2 de fazer vídeos de concertos como parte integrante do trabalho criativo da banda, que foi lançado durante um tempo que a MTV foi se tornando tão popular quanto o rádio. O vídeo de "Gloria" foi dirigido por Meiert Avis e disparou no Canal Basin em Dublin.
Em 2008, uma edição remasterizada do álbum foi lançado, contendo faixas remasterizadas, junto com b-sides e raridades. Três formatos diferentes de remasterização foram disponibilizados.

## Recepção
| Críticas profissionais | Críticas profissionais |
| Avaliações da crítica  | Avaliações da crítica  |
| Fonte                  | Avaliação              |
| ---------------------- | ---------------------- |
| Allmusic               | [ 9 ]                  |
| The Austin Chronicle   | [ 10 ]                 |
| Robert Christgau       | (B–)                   |
| Pitchfork Media        | (7.1/10)               |
| Rolling Stone          | [ 13 ]                 |
| Piero Scaruffi         | [ 14 ]                 |

As vendas do álbum indicam que October é o menos popular dos álbuns de estúdio do U2, e é frequente no fundo de muitos fãs da banda em listas e enquetes. Apenas uma das canções de October, a canção-título, foi destaque da banda, estando na coletânea musical The Best of 1980-1990, como faixa escondida no final do álbum, embora ela como "Gloria" foram os grampos ao vivo da banda no set por todo os anos oitenta. Por outro lado, October foi classificada como #41 pela revista CCM Magazine em 2001 na lista dos "Maiores Álbuns de Música Cristã de Todos os Tempos", um dos dois álbuns para fazer a lista, sendo o outro o álbum de 1987, The Joshua Tree.

## Lista de faixas
Todas as canções escritas e compostas pelo U2, com letras de Bono.
| Lado 1 |                                    |         |  |
| N.º    | Título                             | Duração |  |
| 1.     | "Gloria"                           | 4:14    |  |
| 2.     | "I Fall Down"                      | 3:39    |  |
| 3.     | "I Threw a Brick Through a Window" | 4:54    |  |
| 4.     | "Rejoice"                          | 3:37    |  |
| 5.     | "Fire"                             | 3:51    |  |

| Lado 2         |                              |         |  |
| N.º            | Título                       | Duração |  |
| 6.             | "Tomorrow"                   | 4:39    |  |
| 7.             | "October"                    | 2:21    |  |
| 8.             | "With a Shout (Jerusalem)"   | 4:02    |  |
| 9.             | "Stranger in a Strange Land" | 3:56    |  |
| 10.            | "Scarlet"                    | 2:53    |  |
| 11.            | "Is That All?"               | 2:59    |  |
| Duração total: | Duração total:               | 41:05   |  |

## Edição 2008 remasterizada
Em 9 de abril de 2008, o site oficial da banda U2.com, confirmou que October, junto com os três primeiros álbuns da banda, Boy e War, seria relançado como versões remasterizadas. A remasterização do álbum foi lançado em 21 de julho de 2008 no Reino Unido, com a versão dos Estados Unidos no dia seguinte. A arte da capa para a versão remasterizada foi alterado para cortar os espaços em branco e nomes de faixas. A remasterização de October foi lançado em três formatos diferentes:
1. Formato Padrão (Standard): Um único CD, remasterizado e áudio restaurado. Inclui um livreto de 16 páginas com fotos, letras completas e um encarte novo de Neil McCormick. As 11 faixas correspondem a versão anterior do álbum.
2. Formato Deluxe: Um CD padrão e um CD bônus. O CD bônus inclui 5 faixas ao vivo do Hammersmith Palais, 3 faixas ao vivo da BBC. As faixas "A Celebration"/"Trash, Trampoline and the Party Girl", foram lançadas como single a partir de October. Também inclui um livreto de 32 páginas com fotos inéditas, letras completas, encarte novo por Neil McCormick, e notas explicativas sobre o material de bônus por The Edge.
3. Formato Vinil: Um único álbum remasterizado com embalagem de "180gram" restaurado.

### CD bônus (Edição Deluxe)
Todas as canções escritas e compostas pelo U2.
| N.º            | Título                                                                                             | Transmissão original/liberação                       | Duração |  |
| 1.             | "Gloria" (Live at Hammersmith Palais, Londres, em 6 de dezembro de 1982)                           | BBC Radio 1 (8 de janeiro de 1983)                   | 4:43    |  |
| 2.             | "I Fall Down" (Live at Hammersmith Palais, Londres, em 6 de dezembro de 1982)                      | BBC Radio 1 (8 de janeiro de 1983)                   | 3:02    |  |
| 3.             | "I Threw a Brick Through a Window" (Live at Hammersmith Palais, Londres, em 6 de dezembro de 1982) | BBC Radio 1 (8 de janeiro de 1983)                   | 3:52    |  |
| 4.             | "Fire" (Live at Hammersmith Palais, Londres, em 6 de dezembro de 1982)                             | BBC Radio 1 (8 de janeiro de 1983)                   | 3:32    |  |
| 5.             | "October" (Live at Hammersmith Palais, Londres, em 6 de dezembro de 1982)                          | BBC Radio 1 (8 de janeiro de 1983)                   | 2:22    |  |
| 6.             | "With a Shout" (Sessões da BBC em 3 de setembro de 1981)                                           | BBC Radio 1 (transmissão 8 de setembro de 1981)      | 3:34    |  |
| 7.             | "Scarlet" (Sessões da BBC em 3 de setembro de 1981)                                                | BBC Radio 1 (transmissão 8 de setembro de 1981)      | 2:46    |  |
| 8.             | "I Threw a Brick Through a Window" (Sessões da BBC em 3 de setembro de 1981)                       | BBC Radio 1 (transmissão 8 de setembro de 1981)      | 4:18    |  |
| 9.             | "A Celebration"                                                                                    | A partir do single "A Celebration"                   | 2:57    |  |
| 10.            | "J. Swallo"                                                                                        | A partir do single "Fire"                            | 2:20    |  |
| 11.            | "Trash, Trampoline and the Party Girl"                                                             | A partir do single "A Celebration"                   | 2:36    |  |
| 12.            | "I Will Follow" (Live at Paradise Theatre, Boston, em 6 de março de 1981)                          | A partir do single "Gloria"                          | 3:44    |  |
| 13.            | "The Ocean" (Live at Paradise Theatre, Boston, em 6 de março de 1981)                              | A partir do single "Fire"                            | 4:28    |  |
| 14.            | "The Cry/The Electric Co." (Live at Paradise Theatre, Boston, em 6 de março de 1981)               | A partir do single "Fire" (sem "Send in the clowns") |         |  |
| 15.            | "11 O'Clock Tick Tock" (Live at Paradise Theatre, Boston, em 6 de março de 1981)                   | A partir do single "Fire"                            | 4:57    |  |
| 16.            | "I Will Follow" (Live from Hattem, Holanda, em 14 de maio de 1982)                                 | A partir do single "I Will Follow" (Live)            | 3:52    |  |
| 17.            | "Tomorrow" (Common Ground remix)                                                                   | Coletânea musical Common Ground                      | 4:36    |  |
| Duração total: | Duração total:                                                                                     | Duração total:                                       | 59:46   |  |

## Gráficos e certificações
| País/Parada (1981)             | Melhor posição |
| ------------------------------ | -------------- |
| Bélgica (Ultratop 40 Flanders) | 56             |
| Bélgica (Ultratop 50 Valônia)  | 47             |
| Espanha (PROMUSICAE)           | 41             |
| Estados Unidos (Billboard 200) | 107            |
| Holanda (MegaCharts)           | 31             |
| Nova Zelândia (RIANZ)          | 6              |
| Reino Unido (UK Albums Chart)  | 11             |
| Suécia (Sverigetopplistan)     | 40             |

| País/Parada           | Certificação |
| --------------------- | ------------ |
| Estados Unidos (RIAA) | Platina      |
| Reino Unido (BPI)     | Platina      |

## Pessoal
- Bono – vocalista
- The Edge – guitarra, piano, vocal de apoio
- Adam Clayton – baixo
- Larry Mullen Jr. – bateria